# Tiny Grimes
Lloyd „Tiny” Grimes (ur. 7 lipca 1916 w Newport News, Wirginia, zm. 4 marca 1989 w Nowym Jorku) – amerykański gitarzysta grający przede wszystkim jazz i R&B. Członek tria Arta Tatuma w latach 1943-1944, ponadto uznany muzyk sesyjny (nagrywał m.in. z Charliem Parkerem).

## Życiorys
Rozpoczynał naukę gry na instrumentach od perkusji. W 1940 dołączył do zespołu Cate and a Fiddle jako gitarzysta i wokalista. W 1943 zaczął grać z Art Tatum Trio, wczesne kompozycje tego tria odznaczają się charakterystycznym stylem Grimesa.
Po opuszczeniu zespołu Tatuma, Grimes zaczął nagrywać z wieloma muzykami, takimi jak m.in. Billie Holiday. Nagrał cztery płyty z Charliem Parkerem i wszystkie są one postrzegane do dziś jako doskonałe przykłady wczesnego bebopu: Tiny's Tempo, Red Cross, Romance Without Finance i I'll Always Love You.
W późnych latach 40. nagrał jazzującą wersję Loch Lomond, czym zyskał popularność. W tym czasie założył zespół Tiny „Mac” Grimes and the Rocking Highlanders. Oprócz założyciela, w jego skład wchodził m.in. saksofonista Red Prysock i obarczony mocnym, barytonowym głosem Screamin’ Jay Hawkins. Grupa przetrwała do późnych lat 70. nagrywając wiele znakomitych utworów z takimi muzykami jak Coleman Hawkins, Illinois Jacquet, Pepper Adams czy Roy Eldridge.